# 羅德爾斯

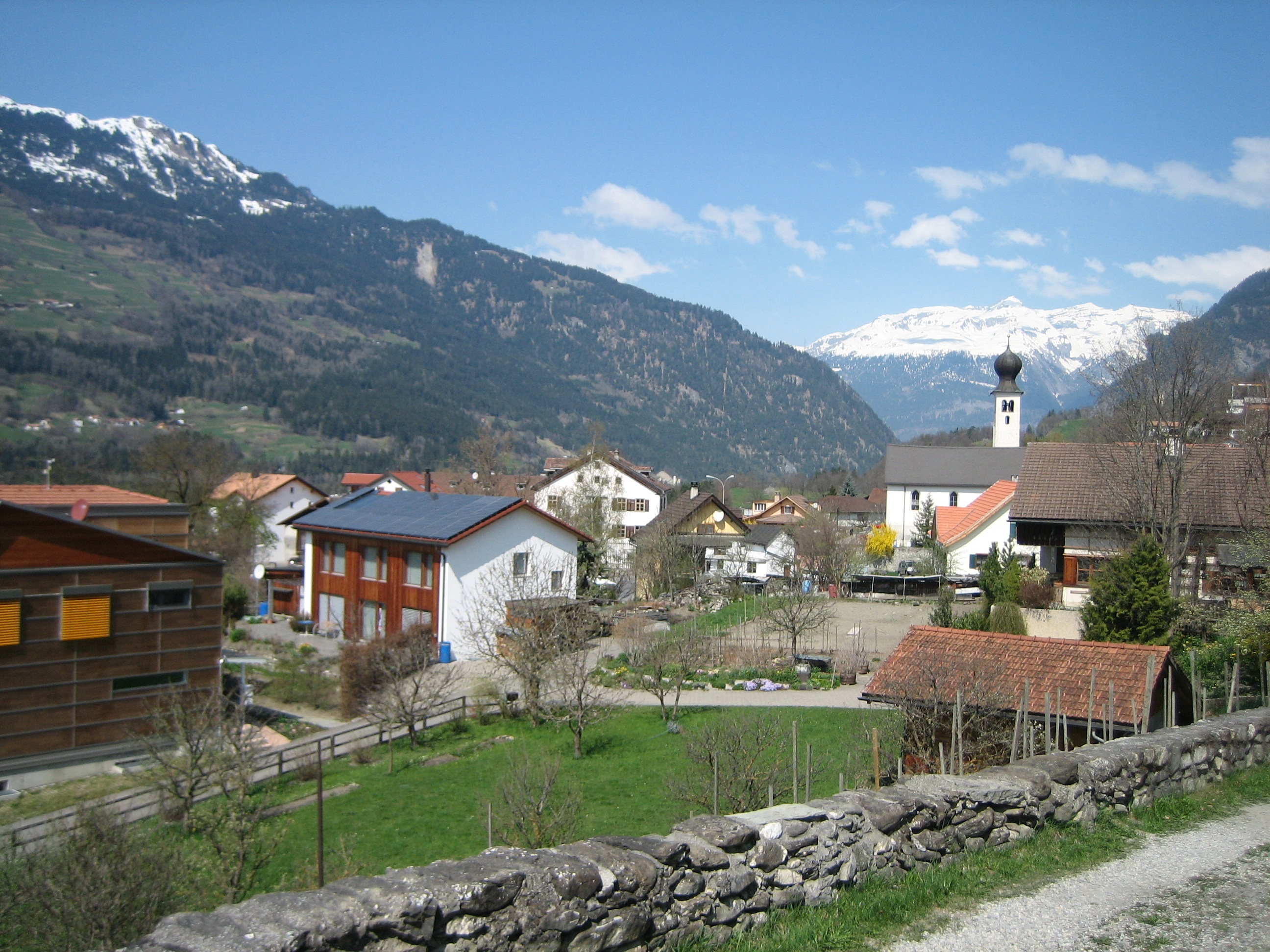

羅德爾斯是瑞士的城鎮，位於該國東部，由格勞賓登州負責管轄，面積1.68平方公里，海拔高度684米，2011年人口267，人口密度每平方公里159人。

## 外部連結
- Official Web site （页面存档备份，存于）